# متلوان
متلوان، روستایی از توابع بخش مرکزی شهرستان ایلام در استان ایلام ایران است.

## جمعیت
این روستا در دهستان ده پایین قرار دارد و براساس سرشماری مرکز آمار ایران در سال ۱۳۸۵، جمعیت آن زیر سه خانوار بوده‌است. تمام آن‌ها عشایرنشین نیز می‌باشند